# Гораки
Гораки (чеш. Horáci; нем. Horaken) — субэтническая группа западнославянского происхождения, компактно проживающая на юге и юго-западе исторического региона Моравия, в горах Чешско-моравского пограничья. Данный этноним некогда широко употреблялся в Австро-Венгрии для описания обитателей Чешско-Моравского погорья, которые проживают к западу и югу от другой этнографической группы мораван, под названием ганаки. Гораки обитают, главным образом, в бассейне рек Свратка и Свитава, в холмистой местности между городами Брно и Зноймо и на Драганской возвышенности (Drahanská vrchovina).

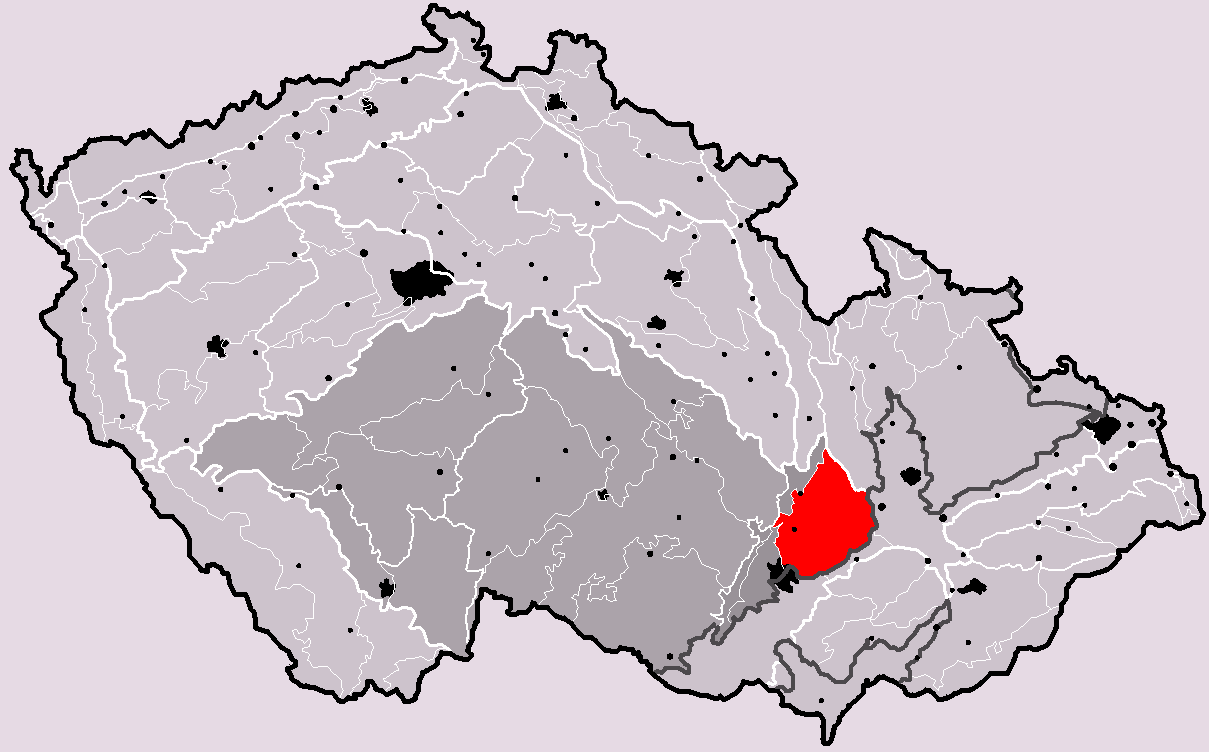
Драганская возвышенность — регион расселения гораков — показана красным цветом

## Происхождение и традиции
По поводу этнической принадлежности гораков в научном сообществе не сложилось единого мнения. Официальная чешская историография и этнография считают гораков — чехами. Но сами гораки, в большинстве своём, считают иначе. Ибо гораки — одна из субэтнических групп мораван, они населяют бывшую столицу Моравии — Брно — и никогда не отделяли свою историческую судьбу от общеморавской судьбы. Другие горацкие города — Литовел и Конице.

В действительности, Моравская государственность старше Чешской, и образ Великой Моравии никогда не исчезал из живой памяти народа, из народного самосознания. Другими словами: мораване, в большинстве своём (в том числе и гораки), никогда не считали себя чехами. Мораване, в большей мере, чем чехи, почитали и почитают Святых Равноапостольных братьев Кирилла и Мефодия. Культ Кирилла и Мефодия широко распространён в том числе и в Стране Гораков (Horsky kraj). Как гласит «Житие Мефодия», 
князь Святополк доверил заботе Мефодия все храмы во всех городах
 — включая горацкие.
Лингвистическое сообщество считает, что гораки говорят на «переходном чешско-моравском диалекте». В целом, горацкое наречие близко к литературному чешскому языку, но отличается от него чередованиями некоторых гласных.
Деловитость гораков вошла в пословицы: чистоту в жилищах и одежде они доводят до педантизма. Национальный костюм у мужчин — синяя рубаха с блестящими пуговицами, кожаные штаны и высокие сапоги, а у женщин — короткая юбка и узкий корсет, на голове — особым способом повязанный большой платок.
 — написано в Энциклопедическом словаре Брокгауза и Ефрона.

В XIX веке железнодорожная линия, связующая Прагу и Вену, прошла через юго-запад Страны Гораков. 
Все дивились богатству Моравии. Прекрасно обработанные долины, роскошные сады, бесчисленные фабрики и заводы...
 — отмечал болгарский писатель и публицист Алеко Константинов (1863—1897), прокатившийся по этой дороге.